# Casa de Valois-Anjou
A Casa de Valois-Anjou (em francês: Maison de Valois-Anjou, em italiano: Casa Valois-Angiò) foi uma família nobre francesa e um ramo cadete da Casa de Valois. Membros da casa serviram como monarcas de Nápoles, bem como de vários outros territórios.

## História
A casa foi fundada na década de 1350, quando o rei João II de França, da linha valoisiana da dinastia capetiana, chegou ao poder. Sua avó paterna, a condessa Margarida de Anjou e Maine, havia sido uma princesa da Casa Capetiana de Anjou ou Dinastia Angevina mais antiga. Ela era a filha mais velha do rei Carlos II de Nápoles e deu Anjou ao segundo filho do rei João II de França, Luís.
Algumas décadas depois, a rainha Joana I de Nápoles, também da linha angevina mais antiga, percebeu que permaneceria sem filhos. Embora houvesse herdeiros vivos da linha principal — por exemplo, o ramo cadete de Anjou-Durazzo —, ela decidiu adotar Luís como seu herdeiro final.
Assim, além da luta dos angevinos com o Aragão no sul da Itália, as duas linhas angevinas, principal e cadete, passaram a disputar entre si a posse do Reino de Nápoles.
A linha de Anjou-Durazzo foi inicialmente bem-sucedida ao garantir o controle de Nápoles, mas a Casa de Valois-Anjou conseguiu assegurar a Provença e continuou a disputar o trono com Luís II, que efetivamente controlou a cidade de Nápoles entre 1389 e 1399.
A extinção da linha da Casa de Anjou-Durazzo em 1435 garantiu temporariamente Nápoles à Casa de Valois-Anjou, mas eles foram expulsos de Nápoles por Afonso V de Aragão em 1442.
René, o último duque dessa terceira linha angevina, morreu em 1480, e Anjou retornou à coroa francesa. Com a morte de seu sobrinho, o conde Carlos IV do Maine, em 1481, todas as posses angevinas, incluindo a Provença, foram incorporadas à coroa.
As pretensões angevinas a Nápoles continuaram, intermitentemente, pela Casa de Lorena, descendente da filha mais velha de René, Iolanda. Notavelmente, a Guerra Valois-Habsburgo de 1551 a 1559 viu Francisco, Duque de Guise, membro de um ramo cadete da Casa de Lorena, liderar uma malsucedida expedição francesa contra Nápoles.